# Familysearch.org
Familysearch.org (FamilySearch) registreredes 25. juni 1998 som internetdomæne af organisationen Intellectual Reserve, der varetager immaterialret for Genealogical Society of Utah og Jesu Kristi Kirke af Sidste Dages Hellige (Mormonkirken) i Salt Lake City.
Mormonkirkens motivation for at gengive slægthistoriske oplysninger udspringer fra overbevisningen, at familierelationer er væsentlige for menneskelivet.
Organisationen iværksatte derfor mikrofilmning af arkivalier med interesse for slægtsforskning, i Danmark foretaget fra 1949 af Arthur G. Hassø.
Digital affotografering iværksattes fra 1998.
FamilySearch åbnedes maj 1999 for offentligheden som en af verdens største slægtsdatabaser.
En tilhørende wiki opstartedes 2007 på engelsk og marts 2010 på svensk, men findes endnu ikke på dansk. Dog indeholder den engelske version en del oplysninger om stednavne i Danmark.

## Websted mm.
- Wikimedia Commons har flere filer relateret til Familysearch.org
- http://familysearch.org Arkiveret 20. september 2018 hos  Wayback Machine
- http://familysearch.org/search Arkiveret 4. december 2013 hos  Wayback Machine
- http://familysearch.org/learn/wiki Arkiveret 6. december 2013 hos  Wayback Machine
- http://familysearch.org/learn/wiki/en/Special:Statistics Arkiveret 3. december 2013 hos  Wayback Machine
- Whois familysearch.org

40°46′16″N 111°53′22″V / 40.77101°N 111.88937°V